# Френч, Энтони
Энтони Филип Френч (англ. Anthony Philip French; 19 ноября 1920, Брайтон, Великобритания — 3 февраля 2017, Кембридж, США) — британский физик, специалист по ядерной физике и преподаванию физики.

## Биография
Родился и вырос в британском Брайтоне. 
С 1939 года учился в Кембриджском университете, где под влиянием своего учителя Эгона Бретчера занялся ядерной физикой. После окончания университета и получения степени бакалавра в 1942 году был привлечён к работе над британским ядерным проектом (Tube Alloys), а после его слияния с американским Манхэттенским проектом работал в Лос-Аламосе. Входил в состав небольшой группы Эдварда Теллера, которая исследовала возможность создания термоядерной бомбы, и занимался измерением сечений реакций слияния лёгких ядер.
После окончания войны работал сначала в британском центре по изучению атомной энергии (Atomic Energy Research Establishment). Затем вернулся в Кембридж, где в 1948 году защитил докторскую диссертацию (используя рассекреченные результаты своей работы в Лос-Аламосе) и стал руководителем естественнонаучных исследований (Director of Studies in Natural Sciences) в колледже Пемброук. В 1955 году учёный переехал в Университет Южной Каролины, там он вскоре возглавил физический факультет. В это время его интересы начали смещаться в сторону преподавания физики, и в 1958 году он опубликовал свой первый учебник «Принципы современной физики» (Principles of Modern Physics). В 1962 году профессор Джеррольд Закариас, заинтересованный в реформе физического образования, пригласил Френча в Массачусетский технологический институт. Здесь он разработал новый вводный курс по физике, который известен как PANIC (Physics: A New Introductory Course) и который вскоре стал обязательным, и написал несколько популярных учебников. В 1991 году он ушёл в отставку, однако продолжал активно участвовать в жизни института в качестве его почётного профессора.
В 1975—1981 годах являлся председателем комиссии по физическому образованию при Международном союзе теоретической и прикладной физики, а в 1985—1986 годах — президентом Американской ассоциации учителей физики.
Был женат на Наоми Ливси (Naomi Livesay), математике из Монтаны, с которой познакомился в Лос-Аламосе; у них было двое детей — Мартин и Джиллиан. После смерти Наоми женился на Дороти Дженсен (Dorothy Jensen), был отчимом её четверых детей.

## Награды и звания
- Грамота за выдающуюся службу от Американской ассоциации учителей физики (1976)
- Медаль Карлова университета в Праге (1980)
- Медаль Лоуренса Брэгга британского Института физики (1988)
- Медаль Эрстеда (1989)
- Медаль Мельбы Ньюэлл Филлипс Американской ассоциации учителей физики (1993)
- Член Американского физического общества

## Основные публикации
- Bretscher E., French A.P., Seidl F.G.P. Low Energy Yield of D(D,p)H3 and the Angular Distribution of the Emitted Protons // Physical Review. — 1948. — Vol. 73. — P. 815—821. — doi:10.1103/PhysRev.73.815.
- Bretscher E., French A.P. Low Energy Cross Section of the D−T Reaction and Angular Distribution of the Alpha-Particles Emitted // Physical Review. — 1949. — Vol. 75. — P. 1154—1160. — doi:10.1103/PhysRev.75.1154.
- French A.P. Nucleon Exchange in Deuteron Stripping Reactions // Physical Review. — 1957. — Vol. 107. — P. 1655—1663. — doi:10.1103/PhysRev.107.1655.
- French A.P. Principles of Modern Physics. — John Wiley, 1958.
- French A.P. Special Relativity. — W.W. Norton & Company, 1968.
- French A.P. Vibrations and Waves. — W.W. Norton & Company, 1971.
- French A.P. Newtonian Mechanics. — W.W. Norton & Company, 1971.
- French A.P., Taylor E.F. Introduction to Quantum Physics. — W.W. Norton & Company, 1978.
- Einstein: A centenary volume / ed. A.P. French. — Heinemann, 1979.
- Niels Bohr: A centenary volume / ed. A.P. French, P.J. Kennedy. — Harvard University Press, 1985.